# Astaena guanabarae
Astaena guanabarae är en skalbaggsart som beskrevs av Frey 1973. Astaena guanabarae ingår i släktet Astaena och familjen Melolonthidae. Inga underarter finns listade.